# Горелов, Александр Иванович
Александр Иванович Горелов (1 сентября 1923 — 20 апреля 2018) — передовик советского машиностроения, директор Московского машиностроительного завода «Салют» Министерства авиационной промышленности СССР, Герой Социалистического Труда (1974).

## Биография
Родился 1 сентября 1923 года в деревне Кузьминка, ныне Знаменского района Орловской области в русской семье.
В 1939 году трудоустроился работать фрезеровщиком на завод № 24 имени М. В. Фрунзе в городе Москве. В том же году стал без отрыва от производства проходить обучение на вечернем отделении авиационного моторостроительного техникума.
В 1941 году, с началом Великой Отечественной войны был призван в Красную армию. Участник Великой Отечественной войны. Прошёл обучение в танковом училище в городе Дзержинск Горьковской области. С 1942 года участник в боях на Северо-Западном, Центральном, 2-м и 3-м Украинских фронтах — в районе города Ржева, Курской дуги, города Кировограда, Кишинёвском направлении. Участник освободительных операций в Румынии, Болгарии, Венгрии и Чехословакии. После завершения войны с Германией в 1945 году был переброшен на Дальний Восток, где в составе Забайкальского фронта принимал участие в войне с Японией в районе Большого Хингана.
Уволившись из Красной армии в 1947 году, устроился на работу на завод № 45 (с 1963 года — Московский машиностроительный завод «Салют») Минавиапрома СССР, где работал мастером, нормировщиком, старшим технологом, начальником бюро труда и зарплаты, заместителем начальника цеха, начальником цеха. В 1952 году стал проходить обучение на вечернем отделении Московского авиационного технологического института, который завершил в 1958 году.
С 1959 по 1963 годы работал в должности секретаря парткома завода № 45, с 1963 по 1968 годы трудился начальником производства, а с 1968 по 1980 годы был назначен и работал в должности директора Московского машиностроительного завода «Салют».
Во время его руководства заводом было освоено серийное производство двигателя АЛ-21Ф генерального конструктора А. М. Люльки, который начали устанавливать на самолёты Су-17, Су-20, Су-22, Су-24. Объём производства за девятую (1971—1975 годы) и десятую (1976—1980 годы) пятилетки на заводе был увеличен более чем в 3 раза.
Указом Президиума Верховного Совета СССР от 16 января 1974 года (с грифом «не подлежит опубликованию») за выдающиеся успехи в выполнении и перевыполнении планов 1973 года и принятых социалистических обязательств Александру Ивановичу Горелову присвоено звание Героя Социалистического Труда с вручением ордена Ленина и золотой медали «Серп и Молот».
С 1980 по 1988 годы работал в должности начальника Управления кадров и учебных заведений, член коллегии Министерства авиационной промышленности СССР. В 1988 году вышел на заслуженный отдых.
Являлся делегатом XXII, XXIV, XXV съездов КПСС. Избирался членом бюро Московского горкома КПСС и Первомайского райкома КПСС города Москвы, депутатом пяти созывов Московского городского совета депутатов.
Проживал в городе Москве.
Умер 20 апреля 2018 года. Похоронен в Москве на Троекуровском кладбище.

## Награды
За трудовые и боевые успехи удостоен:
- золотая звезда «Серп и Молот» (16.01.1974)
- два ордена Ленина (26.04.1971, 16.01.1974)
- Орден Отечественной войны II степени (11.03.1985)
- Орден Трудового Красного Знамени (22.07.1966)
- Орден Дружбы народов (29.01.1981).
- другие медали.
- Заслуженный машиностроитель РСФСР.
- Почётный машиностроитель ММПП «Салют».